# 90377 Sedna

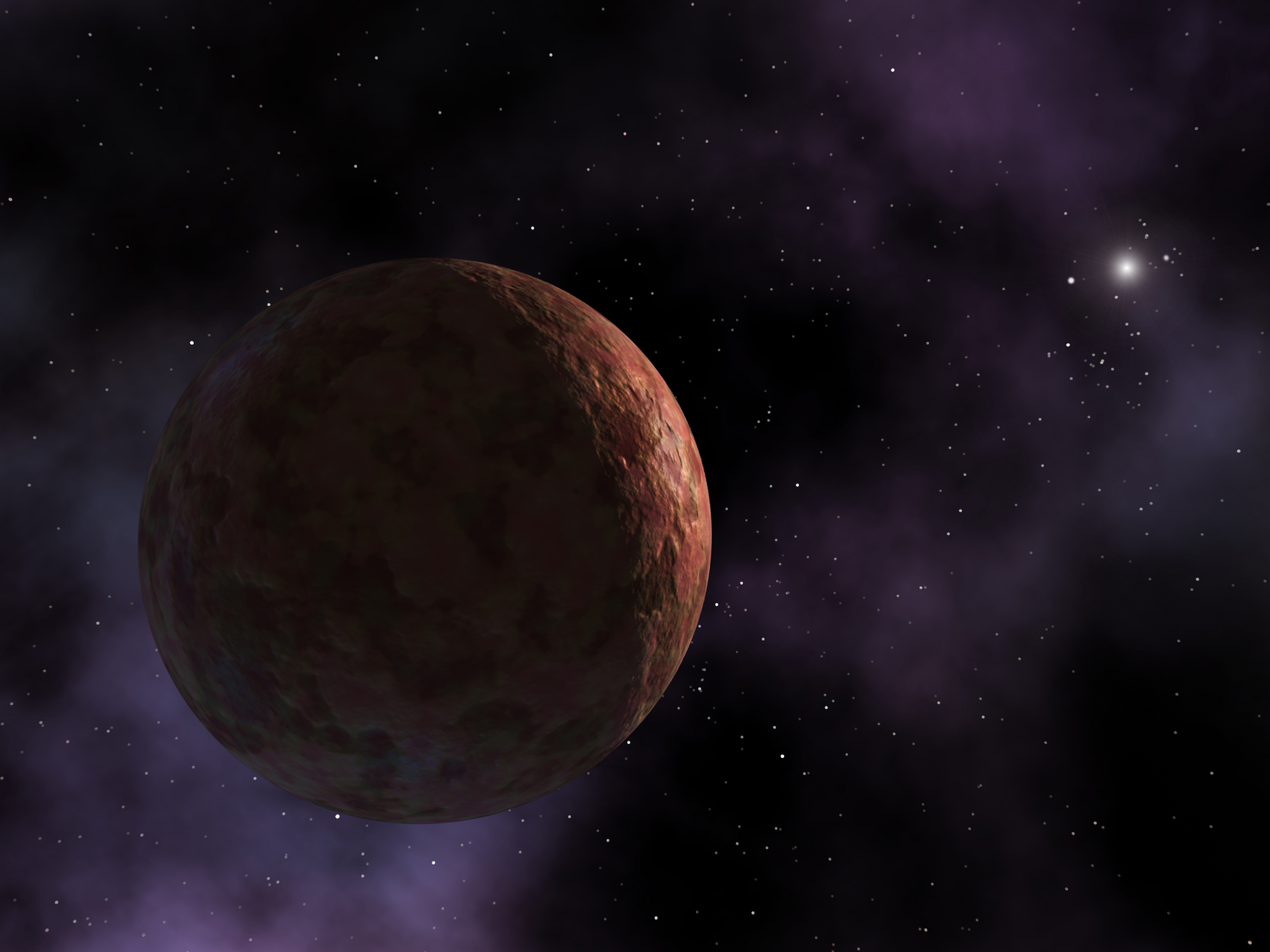
Artistieke impressie van Sedna. Het enige dat bekend is over Sedna is dat het een roodachtige tint heeft.

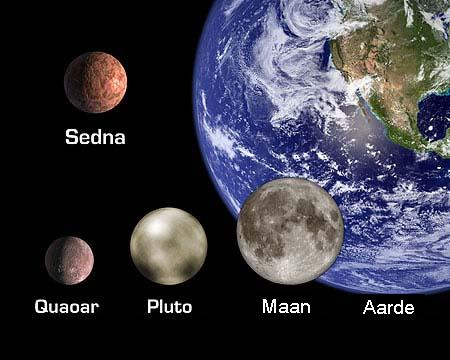
Sedna in verhouding tot andere hemellichamen (Afbeelding: NASA/JPL-Caltech)

(90377) Sedna (symbool: ) is een zich buiten de baan van Neptunus bevindende planetoïde. Sedna werd ontdekt op 14 november 2003 met de Palomar QUEST-camera en de Samuel Oschintelescoop op Mount Palomar, door een team van het California Institute of Technology onder leiding van Michael Brown. Vooraleer Sedna haar naam kreeg, had het als voorlopige benaming 2003 VB12 gekregen. De planetoïde Sedna is genoemd naar de Inuit-godin Sedna. De naam Sedna werd op 28 september 2004 officieel erkend door het Minor Planet Center van de IAU en verving hiermee de voorlopige naam 2003 VB12.

## Classificatie
Toen Sedna werd ontdekt, was deze het grootst bekende planetaire object na Pluto, die toen nog als planeet werd geclassificeerd. Desalniettemin waren veel astronomen, inclusief de ontdekkers, van mening dat Sedna niet als planeet moet worden beschouwd. Sinds 24 augustus 2006 werden de vijf objecten; Pluto, Ceres, Eris, Makemake en Haumea door de IAU geclassificeerd als dwergplaneet. Sindsdien is Sedna net als onder andere Vesta en Orcus een planetoïde die kandidaat–dwergplaneet is. Doordat Sedna een baan buiten die van Neptunus heeft en het kandidaatschap voor dwergplaneet, is Sedna ook een kandidaat-plutoïde.

## Afstand
Sedna was bij haar ontdekking het verst gelegen lid van het zonnestelsel; zelfs haar perihelium is met 76 AE 60% verder gelegen dan enig ander gekend object. Op dit ogenblik bevindt Sedna zich op 88 AE van de zon, het aphelium is op ongeveer 1028 AE; de omlooptijd moet zo'n 12.970 jaar zijn. Op die afstand moet Sedna wel erg koud zijn; daarom werd ze genoemd naar de zeegodin van de Inuit, die in de koude diepten van de Poolzee zou leven. De afstand tot Sedna bekeken vanaf de Aarde is 3 maal verder dan de afstand tot Pluto. Deze afstand kwam voor astronomen als een complete verrassing; men vermoedde hier geen objecten.
De ontdekkers vermoeden dat Sedna een object is in de binnenste Oortwolk, maar dat zou betekenen dat deze wolk veel dichterbij begint dan tot nog toe gedacht. Als dusdanig zou Sedna het eerste object zijn dat daarin wordt waargenomen. Het is echter ook mogelijk dat Sedna oorspronkelijk van buiten het zonnestelsel afkomstig is.

## Eigenschappen
De diameter van Sedna wordt geschat op tussen 840 en 1800 km, dat is 1/3 tot 2/3 die van Pluto.
Net als Mars heeft dit hemellichaam een rode kleur, echter met een glans. Volgens de eerste metingen zou Sedna in 20 tot 40 dagen om haar as draaien. Dat is langzaam voor een planetoïde, daarom vermoedde men dat Sedna een maan zou hebben die de rotatiesnelheid afgeremd heeft. De Hubble Ruimtetelescoop kon deze maan echter niet vinden. Dit probleem lijkt opgelost te zijn: nieuwere metingen geven aan dat Sedna veel sneller om haar as draait, ongeveer eens in de 10 uur. Dit is een normale rotatiesnelheid voor een dergelijk hemellichaam, en wellicht is er dus helemaal geen maan.